# (27270) Guidotti
Pour les articles homonymes, voir Guidotti.
(27270) Guidotti est un astéroïde de la ceinture principale.

## Description
(27270) Guidotti est un astéroïde de la ceinture principale. Il fut découvert le 2 janvier 2000 à San Marcello Pistoiese par Luciano Tesi et Alfredo Caronia. Il présente une orbite caractérisée par un demi-grand axe de 2,45 UA, une excentricité de 0,06 et une inclinaison de 2,8° par rapport à l'écliptique.

## Compléments